# Foho Poetete
Der Foho Poetete (kurz: Poetete) ist ein Hügel in der osttimoresischen Gemeinde Bobonaro. Er liegt im Zentrum des Nordterritoriums des Sucos Atudara (Verwaltungsamt Cailaco), in der Aldeia Biateho und hat eine Meereshöhe von 351 m. Nördlich verläuft der Claola, südlich der Lesupu. Beide Wasserläufe fließen nach Westen in den Nunura ab. Südwestlich liegt der Foho Poelau.